# Invasion du Danemark
 (signalé en mai 2025).
Si vous disposez d'ouvrages ou d'articles de référence ou si vous connaissez des sites web de qualité traitant du thème abordé ici, merci de compléter l'article en donnant les références utiles à sa vérifiabilité et en les liant à la section « Notes et références ».
- Archive Wikiwix
- Bing
- Cairn
- DuckDuckGo
- E. Universalis
- Gallica
- Google
- G. Books
- G. News
- G. Scholar
- Persée
- Qwant
- (zh) Baidu
- (ru) Yandex
- (wd) trouver des œuvres sur Wikidata

Seconde Guerre mondiale
L'invasion du Danemark fut l'attaque allemande menée contre le Danemark le 9 avril 1940 pendant la Seconde Guerre mondiale. L'attaque du Danemark était subordonnée à l'attaque principale dirigée contre la Norvège (Weserübung Nord). La manœuvre avait été organisée sous le nom de code opération Weserübung  (Unternehmen Weserübung).
L'importance stratégique du Danemark pour l'Allemagne se limitait vraisemblablement au fait que le pays pouvait servir de base à des opérations contre la Norvège. L'attaque contre le Danemark a été une violation du pacte de non-agression que le Danemark avait conclu avec l'Allemagne moins d'un an auparavant. À l'origine, le plan était de pousser le Danemark à accepter que les forces terrestres, maritimes et aériennes allemandes puissent utiliser le territoire danois, mais après un changement de plan, Adolf Hitler exigea que la Norvège et le Danemark soient envahis. L'infériorité numérique militaire de la défense danoise a conduit le gouvernement danois à capituler après seulement deux heures de combat de peur que les Allemands bombardent Copenhague comme ils l'avaient fait à Varsovie pendant la campagne de Pologne de septembre 1939. Au total, l'invasion ne dura que six heures, ce qui en fait l'une des opérations militaires les plus courtes de la Seconde Guerre mondiale.

## Contexte
Avec le déclenchement de la guerre, le 3 septembre 1939, la Grande-Bretagne et la France lancèrent un blocus naval pour affaiblir l'Allemagne en la privant des importations vitales dont elle avait besoin pour soutenir son effort de guerre. L'une des importations les plus importantes était le minerai de fer, nécessaire à la fabrication de l'acier utilisé pour la construction des navires, des chars et des avions destinés aux forces armées allemandes. Ce minerai était principalement issu de la Suède, importé en Allemagne depuis le port norvégien de Narvik. Les pays scandinaves ayant décidé d'adopter une politique de neutralité dans les conflits mondiaux, le contrôle monopolistique de cette zone revêtait alors d'une importance stratégique pour les belligérants.
En octobre 1939, le chef de la Kriegsmarine allemande, le grand-amiral Erich Raeder  et Adolf Hitler discutèrent de la menace qui pesait sur le déploiement éventuel de bases britanniques en Norvège. Raeder soutenait que le contrôle de la Norvège permettrait de contrôler les fonds marins à proximité et servirait de point de départ pour de futures opérations sous-marines contre le Royaume-Uni. A cette époque, les autres entités de la Wehrmacht n'étaient pas intéressées par le projet, et Hitler venait de publier une directive qui stipulait que les efforts principaux de la Wehrmacht devaient se concentrer dans les collines des Pays-Bas.
Après le déclenchement de la guerre d'hiver entre la Finlande et l'Union soviétique le 30 novembre 1939, le regard mondial est porté sur la région nordique. En février 1940, le Royaume-Uni et la France, considérant la Finlande comme un pays allié, demandèrent aux pays neutres, la Norvège et la Suède, la permission de transporter des troupes et des approvisionnements à travers leurs territoires pour aider les Finlandais. Hitler craignait que ses adversaires placent des troupes dans les pays nordiques et menacent l'Allemagne depuis ces régions. De plus, un tel contrôle franco-britannique sur la région nordique aurait empêché l'Allemagne d'importer le minerai de fer du nord de la Suède. Cependant, la Norvège et la Suède s'opposèrent au droit de passage des forces alliées, de peur que la Scandinavie ne devienne un champ de bataille majeur dans la guerre. 
L'Allemagne commença alors à s'intéresser à l'idée d'avoir des bases sous-marines en Norvège pour entrer plus facilement dans l'Atlantique et menacer les convois d'approvisionnement de la Grande-Bretagne. Dans le même temps, Hitler avait besoin d'une victoire rapide et convaincante éliminant la résistance au sein de la direction militaire allemande. Sur le plan stratégique, le Danemark n'était pas important pour l'Allemagne, mais il pouvait servir de base aux opérations contre la Norvège et sécuriser la ligne d'approvisionnement. 
À l'origine, Hitler n'avait que l'intention de forcer le Danemark à accepter « une violation limitée de la souveraineté du pays », de sorte que la Wehrmacht puisse utiliser le Jutland du Nord comme base et Aalborg comme escale et champ de bataille. Le 1er mars 1940, Hitler publia une directive prévoyant l'invasion de la Norvège et du Danemark. Le 5 mars 1940, le général Leonhard Kaupisch reçut le commandement de l'invasion du Danemark.

### Pacte de non-agression dano-allemand
Le Danemark et l'Allemagne conclurent un pacte de non-agression le 31 mai 1939. Le pacte stipulait que « le Royaume du Danemark et l'Empire allemand ne se prêteront en aucun cas la guerre ou toute autre forme de pouvoir ». Le traité a été signé entre le ministre danois des Affaires étrangères, P. Munch, et le ministre Ribbentrop ; ils signent le pacte pour une période de dix ans avec possibilité de prolongation.
Le protocole additionnel du pacte stipule que la politique générale de neutralité du Danemark n'est pas affectée par le pacte. Ce point a été ajouté à la demande danoise pour s'assurer que le Danemark puisse maintenir ses échanges avec la Grande-Bretagne en cas de guerre entre l'Allemagne et la Grande-Bretagne. 

## Forces impliquées

### Les forces allemandes et les plans d'attaque
Le 5 mars 1940, le général Leonhard Kaupisch est nommé commandant en chef des opérations contre le Danemark. Le Haut Commandement allemand prévoyait un assaut conjoint contre le Danemark pour envahir le pays aussi rapidement que possible, avec un assaut aéroporté sur les aérodromes d'Aalborg et un débarquement surprise d'infanterie par des auxiliaires navals à Copenhague, en plus d'un assaut simultané sur la péninsule du Jutland.
Le 2 avril 1940, Hitler fixe la date de l'attaque au 9 avril 1940. 

### Les forces danoises de défense
En 1937, il était évident pour le gouvernement danois que la défense danoise devait être modernisée et élargie pour dissuader son voisin allemand de l'attaquer. La même année, une expansion de l'armée a été décidée. L'armée danoise était équipée du fusil norvégien Krag-Jørgensen et du fusil-mitrailleur léger Madsen. À la frontière avec l'Allemagne stationnait des brigades de reconnaissances à motos et des régiments d'infanterie cycliste.

## Déroulement de l'invasion

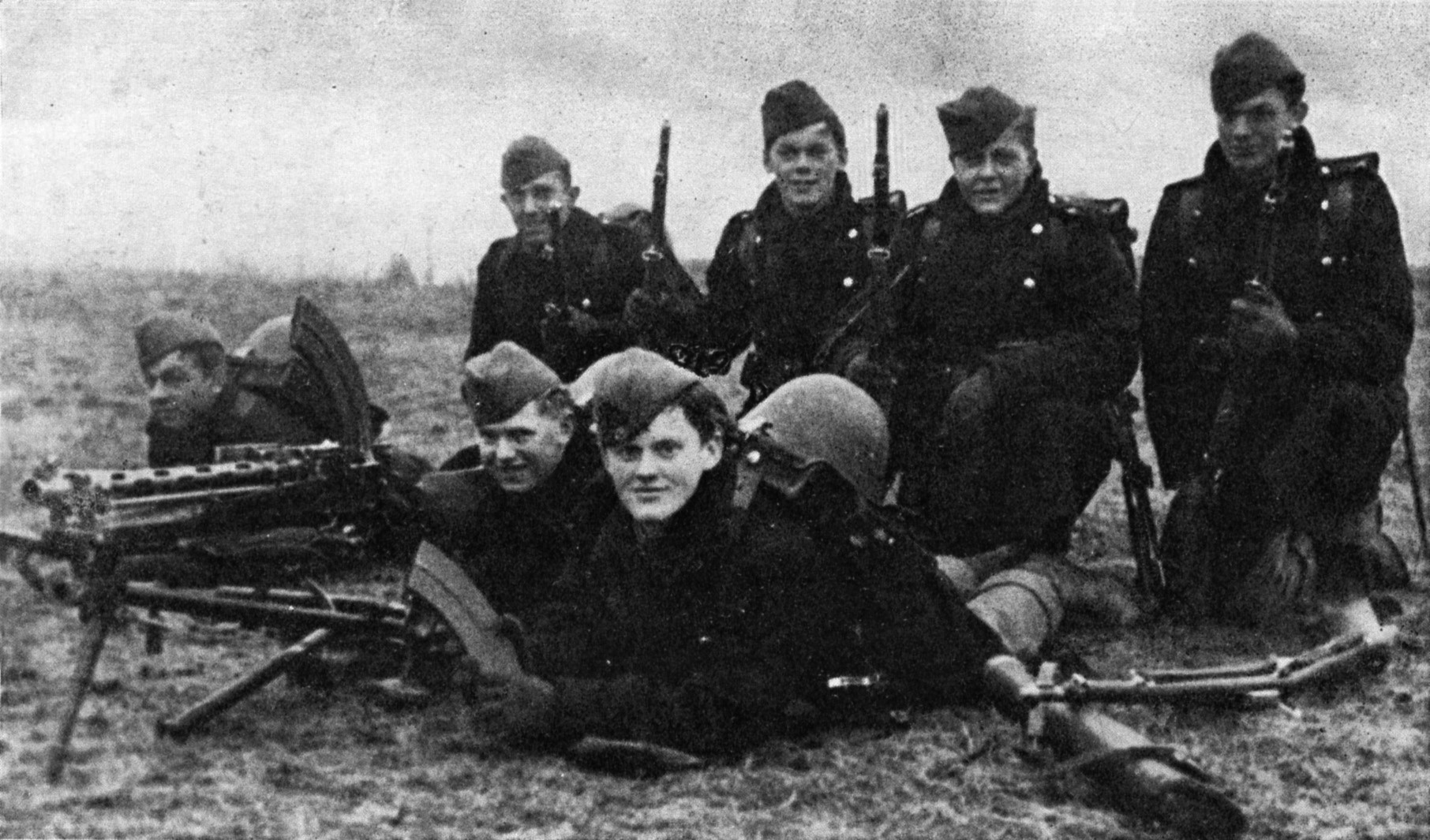
Un groupe de soldats danois le matin de la grande invasion allemande du 9 avril 1940. Deux de ces hommes moururent plus tard ce jour-là.

## Conséquences de l'invasion

### Pertes
Les pertes sont relativement faibles en raison de la courte durée de cette campagne. Le Danemark déplorait  26 morts et 20 blessés sur les 2 400 soldats engagés au front sur les 2 heures de la campagne, alors que l'Allemagne nazie déplorait 20 morts et 30 blessés.

### Occupation
Durant l'occupation, le Danemark est théoriquement redevenu neutre. Cependant, l'invasion mène le pays à perdre son autorité sur l'Islande et le Groenland. À la fin de la Seconde Guerre mondiale, seul le Groenland lui sera rendu. L'Islande, quant à elle, deviendra indépendante.